# Yohandry Orozco
Yohandry José Orozco Cujía (Maracaibo, Estado Zulia, Venezuela; 19 de marzo de 1991) es un futbolista venezolano que juega como centrocampista en el Carabobo Fútbol Club de la Primera División de Venezuela.

## Trayectoria

### Biografía
Yohandry nació en el año 1991 en Maracaibo, Venezuela. Sus padres son colombianos.
Creció en un humilde barrio al noroeste de Maracaibo, en una familia de pocos recursos, 
Sus inicios en el fútbol comenzaron en el club de barrio "Cardonal Norte F.C" 
Demostrando gran nivel fue ascendiendo hasta hacerse con un lugar en el fútbol venezolano.

### Inicios
Orozco hizo su debut profesional en 2007 con el Unión Atlético Maracaibo a los 16 años de edad, contra el Deportivo Anzoátegui. En 2009 firmó con Zulia Fútbol Club, con una fuerte presencia en el equipo principal. En la temporada 2010-11 se convirtió en un clave fundamental en la formación de los zulianos, anotando ocho goles en la primera mitad del torneo.

### Wolfsburgo
El 28 de enero de 2011 se informó que Orozco firmaría un contrato por cuatro años con el VfL Wolfsburg de la Bundesliga. Se convirtió en el tercer jugador venezolano en la Bundesliga, después de Juan Arango y Tomás Rincón. El acuerdo se completó el 31 de enero del mismo año, firmando a los 19 años de edad, un acuerdo que se extenderá hasta el 30 de junio de 2015.
Luego de casi 9 meses de su fichaje, el 15 de octubre de 2011, se convierte en el tercer venezolano en jugar en la Bundesliga al disputar desde el inicio el partido de su club, el Wolfsburgo ante el 1. FC Nürnberg, saliendo sustituido al minuto 54'. Con una estatura de 1,64 metros, se convirtió en el jugador más bajo que haya jugado en la primera división de Alemania.

### Deportivo Táchira
El 30 de mayo de 2013 se hace oficial su fichaje por el club venezolano Deportivo Táchira por 3 temporadas. Salió campeón en la Temporada 2014-15 y fue considerado el mejor jugador del equipo en la Copa Libertadores 2015.

### Al-Ittihad
En junio de 2015 es fichado por el Ittihad FC de Arabia Saudita. Pese a eso no fue inscrito por el cupo de extranjero y quedó libre.

### New York Cosmos
Al quedar libre fue contratado por el New York Cosmos para la Temporada 2016.

### Zulia
Al quedar agente libre el equipo petrolero lo contrata para la temporada 2017

### Deportes Tolima
En enero del 2018 es anunciado como jugador del equipo para jugar en la siguiente temporada, anota su primer gol el 20 de mayo de 2018 en un partido oficial dando paso a la semifinal de la Liga Águila, posteriormente juegan la final que después logra ganar el Torneo Apertura 2018.

### Puebla
A inicios de 2019 fue fichado por el Puebla de México para jugar la Liga MX, sin embargo no tuvo demasiada participación jugando apenas 7 partidos y anotando 1 gol.

### Júnior
Fichado en el segundo semestre de 2019 para reforzar al Junior de Barranquilla, volviendo al fútbol colombiano tras su paso por el Deportes Tolima.

### Santa Fe
Llegó a comienzos del 2020 al equipo capitalino, siendo cedido por su antiguo club, que fue el Junior de Barranquilla.

### Deportes Tolima
El 26 de febrero del 2021 volvió para vestir la camiseta vinotinto y oro para las siguientes temporadas, el 20 de junio logró su segundo título de campeón en la Categoría Primera A ya que con su club ganaron el Torneo Apertura 2021.

### Atlético Bucaramanga
El 2 de febrero de 2023 llegó al Atlético Bucaramanga, equipo que también disputa la Primera A de Colombia. Llegó libre, tras finalizar su contrato con el Deportes Tolima. días después se conoció que se cancelaba el acuerdo ya que Yohandry había recibido una oferta del exterior

### Selangor De Malasia
El 16 de febrero de 2023 llega al Selangor de la Superliga de Malasia

## Selección nacional
Orozco fue internacional Sub-20 y disputó la Copa Mundial de Fútbol Sub-20 de 2009 que se celebró en Egipto, también disputó el Campeonato Sudamericano Sub-20 de 2011.

## Clubes
| Club                     | País           | Año            |
| ------------------------ | -------------- | -------------- |
| Unión Atlético Maracaibo | Venezuela      | 2007 - 2009    |
| Zulia Fútbol Club        | Venezuela      | 2009 - 2011    |
| VfL Wolfsburgo           | Alemania       | 2011 - 2013    |
| Deportivo Táchira        | Venezuela      | 2013 - 2015    |
| Al-Ittihad               | Arabia Saudita | 2015 - 2016    |
| New York Cosmos          | Estados Unidos | 2016           |
| Zulia FC                 | Venezuela      | 2017           |
| Deportes Tolima          | Colombia       | 2018           |
| Club Puebla              | México         | 2019           |
| Junior de Barranquilla   | Colombia       | 2019           |
| Independiente Santa Fe   | Colombia       | 2020           |
| Deportes Tolima          | Colombia       | 2021 - 2022    |
| Atlético Bucaramanga     | Colombia       | 2023           |
| Selangor FC              | Malasia        | 2023 - 2025    |
| Carabobo F.C             | Venezuela      | 2025- Presente |

## Estadísticas
| Club              | Temporada     | Liga  | Liga  | Liga  | Copas | Copas | Copas | Internacional | Internacional | Internacional | Total | Total | Total |
| Club              | Temporada     | Part. | Goles | Asis. | Part. | Goles | Asis. | Part.         | Goles         | Asis.         | Part. | Goles | Asis. |
| ----------------- | ------------- | ----- | ----- | ----- | ----- | ----- | ----- | ------------- | ------------- | ------------- | ----- | ----- | ----- |
| Maracaibo         | 2007-08       | 15    | 1     | 0     | —     | —     | —     | —             | —             | —             | 15    | 1     | 0     |
| Maracaibo         | 2008-09       | 8     | 1     | 0     | —     | —     | —     | —             | —             | —             | 8     | 1     | 0     |
| Maracaibo         | Total         | 23    | 2     | 0     | 0     | 0     | 0     | 0             | 0             | 0             | 23    | 2     | 0     |
| Zulia             | 2009-10       | 26    | 3     | 0     | —     | —     | —     | —             | —             | —             | 26    | 3     | 0     |
| Zulia             | 2010-11       | 15    | 8     | 0     | —     | —     | —     | —             | —             | —             | 15    | 8     | 0     |
| Zulia             | Total         | 41    | 11    | 0     | 0     | 0     | 0     | 0             | 0             | 0             | 41    | 11    | 0     |
| Wolfsburgo        | 2010-11       | 0     | 0     | 0     | —     | —     | —     | —             | —             | —             | 0     | 0     | 0     |
| Wolfsburgo        | 2011-12       | 5     | 0     | 0     | —     | —     | —     | —             | —             | —             | 5     | 0     | 0     |
| Wolfsburgo        | 2012-13       | 2     | 0     | 1     | —     | —     | —     | —             | —             | —             | 2     | 0     | 1     |
| Wolfsburgo        | Total         | 7     | 0     | 1     | 0     | 0     | 0     | 0             | 0             | 0             | 7     | 0     | 1     |
| Deportivo Táchira | 2013-14       | 34    | 12    | 0     | —     | —     | —     | —             | —             | —             | 34    | 12    | 0     |
| Deportivo Táchira | 2014-15       | 34    | 3     | 0     | —     | —     | —     | 8             | 0             | 1             | 42    | 3     | 1     |
| Deportivo Táchira | Total         | 68    | 15    | 0     | 0     | 0     | 0     | 8             | 0             | 1             | 76    | 15    | 1     |
| Al-Ittihad        | 2015-16       | 0     | 0     | 0     | 0     | 0     | 0     | —             | —             | —             | 0     | 0     | 0     |
| Al-Ittihad        | Total         | 0     | 0     | 0     | 0     | 0     | 0     | 0             | 0             | 0             | 0     | 0     | 0     |
| New York Cosmos   | 2016          | 22    | 7     | 2     | 3     | 1     | 0     | —             | —             | —             | 25    | 8     | 2     |
| New York Cosmos   | Total         | 22    | 7     | 2     | 3     | 1     | 0     | 0             | 0             | 0             | 25    | 8     | 2     |
| Zulia             | 2017          | 32    | 11    | 11    | 3     | 1     | 0     | 6             | 0             | 0             | 41    | 12    | 11    |
| Zulia             | Total         | 32    | 11    | 11    | 3     | 1     | 0     | 6             | 0             | 0             | 41    | 12    | 11    |
| Deportes Tolima   | 2018          | 42    | 5     | 11    | 2     | 0     | 0     | —             | —             | —             | 44    | 5     | 11    |
| Deportes Tolima   | Total         | 42    | 5     | 11    | 2     | 0     | 0     | 0             | 0             | 0             | 44    | 5     | 11    |
| Puebla            | 2019          | 5     | 1     | 0     | 2     | 0     | 0     | —             | —             | —             | 7     | 1     | 0     |
| Puebla            | Total         | 5     | 1     | 0     | 2     | 0     | 0     | 0             | 0             | 0             | 7     | 1     | 0     |
| Junior            | 2019          | 6     | 0     | 0     | 1     | 0     | 0     | —             | —             | —             | 7     | 0     | 0     |
| Junior            | Total         | 6     | 0     | 0     | 1     | 0     | 0     | 0             | 0             | 0             | 7     | 0     | 0     |
| Santa Fe          | 2020          | 6     | 0     | 0     | 0     | 0     | 0     | —             | —             | —             | 6     | 0     | 0     |
| Santa Fe          | Total         | 6     | 0     | 0     | 0     | 0     | 0     | 0             | 0             | 0             | 6     | 0     | 0     |
| Deportes Tolima   | 2021          | 27    | 3     | 1     | 3     | 0     | 0     | 2             | 0             | 0             | 32    | 3     | 1     |
| Deportes Tolima   | 2022          | 27    | 4     | 6     | 4     | 0     | 0     | 4             | 0             | 1             | 35    | 4     | 7     |
| Deportes Tolima   | Total         | 54    | 7     | 7     | 7     | 0     | 0     | 6             | 0             | 1             | 67    | 7     | 8     |
| Total carrera     | Total carrera | 306   | 59    | 32    | 18    | 2     | 0     | 20            | 0             | 1             | 344   | 61    | 33    |

## Palmarés

### Campeonatos nacionales
| Título                        | Club              | País           | Año     |
| ----------------------------- | ----------------- | -------------- | ------- |
| Primera División de Venezuela | Deportivo Táchira | Venezuela      | 2014-15 |
| North American Soccer League  | New York Cosmos   | Estados Unidos | 2016    |
| Torneo Apertura               | Deportes Tolima   | Colombia       | 2018    |
| Torneo Apertura               | Deportes Tolima   | Colombia       | 2021    |
| Superliga de Colombia         | Deportes Tolima   | Colombia       | 2022    |
| MFL Challenge Cup             | Selangor FC       | Malasia        | 2024-25 |